# Mark Amodei
Mark Amodei (Carson City, Nevada, 1958. június 12. –) amerikai politikus. 2011. szeptember 13-a óta Dean Heller utódjaként az az Egyesült Államok Képviselőházának a tagja Nevada 2. körzetéből. Édesapja félig ír, félig olasz származású, de egyik anyai dédapja is olasz volt.